# Legge 9 gennaio 1991, n. 10
La legge 9 gennaio 1991, n. 10 è una legge della Repubblica Italiana che detta disposizioni in tema di risparmio energetico, pubblicata sulla gazzetta ufficiale 13 del 16 gennaio 1991.

## Storia
Nasce con l'intento di razionalizzare l'uso dell'energia per il riscaldamento; nonostante già negli anni 1980 ci fossero linee di pensiero che convergevano verso questa direzione, questa è la prima legge che mette una pietra miliare su quella che sarà in futuro tutta la politica del risparmio energetico. Il DPR 26 agosto 1993, n. 412 e il 21 dicembre 1999, n. 551 erano norme che regolamentano l'attuazione di questa legge e disciplinano i vari calcoli, tra cui quello del fabbisogno energetico normalizzato (FEN), facendo riferimento a molte norme UNI.
Nel 2005, recependo la direttiva 2002/91/Ce, è stato emanato il decreto legislativo 19 agosto 2005, n. 192 che pone limiti al valore del fabbisogno di energia primaria, espresso in kWh/m2·anno. Tale decreto rende ancora più rigida la redazione della relazione tecnica da depositare in comune prevista dalla legge n. 10/1991 poiché i calcoli si dovranno fare anche per il periodo estivo; con questa legge comincia a nascere l'idea di edificio certificato sotto il profilo energetico. A partire dal 2 febbraio 2007 entrò in vigore il decreto legislativo 29 dicembre 2006, n. 311 contenente disposizioni correttive e integrative al Dlgs n. 192/2005, vigente per le disposizioni in tema sino all'emanazione del decreto del 2008.

## Contenuti
Nel contesto di un piano energetico nazionale, il legislatore comincia a dividere l'Italia per aree geografiche, in zone climatiche classificandole con periodi precisi di esercizio (A, B, C, D, E, F): ogni periodo prevede determinate temperature. Le zone climatiche sono classificate anche in base alle velocità dei venti, con coefficienti di esposizione. In particolare, secondo le disposizioni dell'ente nazionale italiano di unificazione:
- UNI 7129  "Impianti a gas per uso domestico alimentati da rete di distribuzione. Progettazione, installazione e manutenzione. Generalità, classificazione e requisiti. Regole per la richiesta d'offerta, l'offerta, l'ordine e la fornitura";
- UNI 8364 "Impianti di riscaldamento. Controllo e manutenzione";
- UNI 10339  "Impianti aeraulici a fini di benessere. Generalità, classificazione e requisiti" e "Regole per la richiesta d'offerta, l'offerta, l'ordine e la fornitura";
- UNI 10348  "Riscaldamento degli edifici. Rendimenti dei sistemi di riscaldamento. Metodo di calcolo".

La legge proponeva un percorso per la valutazione del bilancio energetico invernale di un edificio in cui vi sono apporti e dispersioni di calore: la loro somma algebrica rappresenta il bilancio energetico. La legge imponeva anche la verifica della "tenuta" dell'isolamento di pareti e tetto al fine di non disperdere calore inutilmente: l'obiettivo è proprio quello di mantenere il più possibile il calore senza disperderlo, per risparmiare energia. Un ulteriore punto in cui la legge è molto rigorosa è il rendimento: al di sotto di certi valori non avviene il risparmio energetico prefissato. La norma prescriveva inoltre di redigere a cura di un professionista una relazione tecnica da depositare nel comune dove ha sede l'edificio in due copie (una di solito viene restituita timbrata). Sono soggette tutte le abitazioni; per quelle di nuova costruzione la relazione va redatta e consegnata prima dell'avvio dei lavori di costruzione.

## Modifiche alla legge
Di seguito si riportano le modifiche subite dalla legge:
- la Corte costituzionale, con sentenza 18 dicembre 1991, n. 483 ha dichiarato l'illegittimità costituzionale dell'art. 5, commi 1, 2 e 4, dell'art. 9, dell'art. 13, comma 2, dell'art. 38.
- Il DLgs 16 marzo 1999, n. 79 ha disposto (con l'art. 3, comma 15) la modifica dell'art. 22, comma 2.
- La legge 23 agosto 2004, n. 239 ha disposto (con l'art. 1, comma 113) la modifica dell'art. 22, comma 2.
- Il DLgs 19 agosto 2005, n. 192 ha disposto (con l'art. 16, comma 1, lettera a) ) l'abrogazione dei commi 1 e 2 dell'art. 4, dei commi 3 e 4 dell'art. 28, dell'art. 29, dell'art. 30, dei commi 1 e 2 dell'art. 33, del comma 3 dell'art. 4.
- La legge 27 dicembre 2006, n. 296 ha disposto (con l'art. 1, comma 1120, lettera d) ) la modifica del comma 3 dell'art. 1, della rubrica dell'art. 11, del comma 7 dell'art. 26.
- Il DLgs 29 dicembre 2006, n. 311 ha disposto (con l'art. 7, comma 1) l'abrogazione dell'art. 4, comma 4, la modifica dell'art. 26, comma 2, l'abrogazione dell'art. 31, comma 2.
- La legge 23 luglio 2009, n. 99 ha disposto (con l'art. 27, comma 22) la modifica dell'art. 26, comma 2.
- La legge 11 dicembre 2012, n. 220 ha disposto (con l'art. 28, comma 1) la modifica dell'art. 26, comma 2; (con l'art. 28, comma 2) la modifica dell'art. 26, comma 5.
- Il DLgs 4 giugno 2013, n. 63, convertito con modificazioni dalla legge 3 agosto 2013, n. 90, ha disposto (con l'art. 18, comma 3) la modifica dell'art. 26, comma 2.
- Il DLgs 10 giugno 2020, n. 48 ha disposto (con l'art. 17, comma 3) l'abrogazione dell'art. 28.